# Savigny (Haute-Savoie)
Pour les articles homonymes, voir Savigny.
Savigny est une commune française située dans le département de la Haute-Savoie, en région Auvergne-Rhône-Alpes.

## Géographie

### Situation

#### Localisation
La commune se trouve dans l'Avant-Pays savoyard, entre les Alpes et le Jura, sur le flanc nord du mont Vuache et le flanc sud de la montagne de Sion. Elle est à peu près à mi-chemin entre Genève et Annecy.
La montagne du Vuache est très calcaire et karstique. Ici ou là, des blocs erratiques granitiques ont été abandonnés par les glaciers.

#### Climat
Le climat y est plus ou moins de type montagnard.
Environ 1 200 mm de précipitations annuelles. Durant l'hiver la température peut descendre à - 5 ou - 10 degrés (- 15° en février 2012). Mais il ne neige pas tous les hivers. Il peut parfois y avoir des gelées jusqu'en mai-juin. Certaines années le mois de septembre est assez frais.

#### Voies de communication et transports
Savigny se trouve sur la route de Vulbens à Frangy au pied du Vuache. Une autre route la relie à Épagny et Jonzier. Une troisième va en direction de Minzier.

## Urbanisme

### Typologie
Au 1er janvier 2024, Savigny est catégorisée commune rurale à habitat dispersé, selon la nouvelle grille communale de densité à sept niveaux définie par l'Insee en 2022.
Elle est située hors unité urbaine. Par ailleurs la commune fait partie de l'aire d'attraction de Genève - Annemasse (partie française), dont elle est une commune de la couronne,. Cette aire, qui regroupe 158 communes, est catégorisée dans les aires de 700 000 habitants ou plus (hors Paris),.

### Occupation des sols
L'occupation des sols de la commune, telle qu'elle ressort de la base de données européenne d’occupation biophysique des sols Corine Land Cover (CLC), est marquée par l'importance des territoires agricoles (63,2 % en 2018), en augmentation par rapport à 1990 (62,2 %). La répartition détaillée en 2018 est la suivante : 
forêts (34,1 %), prairies (30,8 %), zones agricoles hétérogènes (26,8 %), terres arables (5,5 %), zones urbanisées (2,7 %).
L'IGN met par ailleurs à disposition un outil en ligne permettant de comparer l’évolution dans le temps de l’occupation des sols de la commune (ou de territoires à des échelles différentes). Plusieurs époques sont accessibles sous forme de cartes ou photos aériennes : la carte de Cassini (XVIIIe siècle), la carte d'état-major (1820-1866) et la période actuelle (1950 à aujourd'hui).

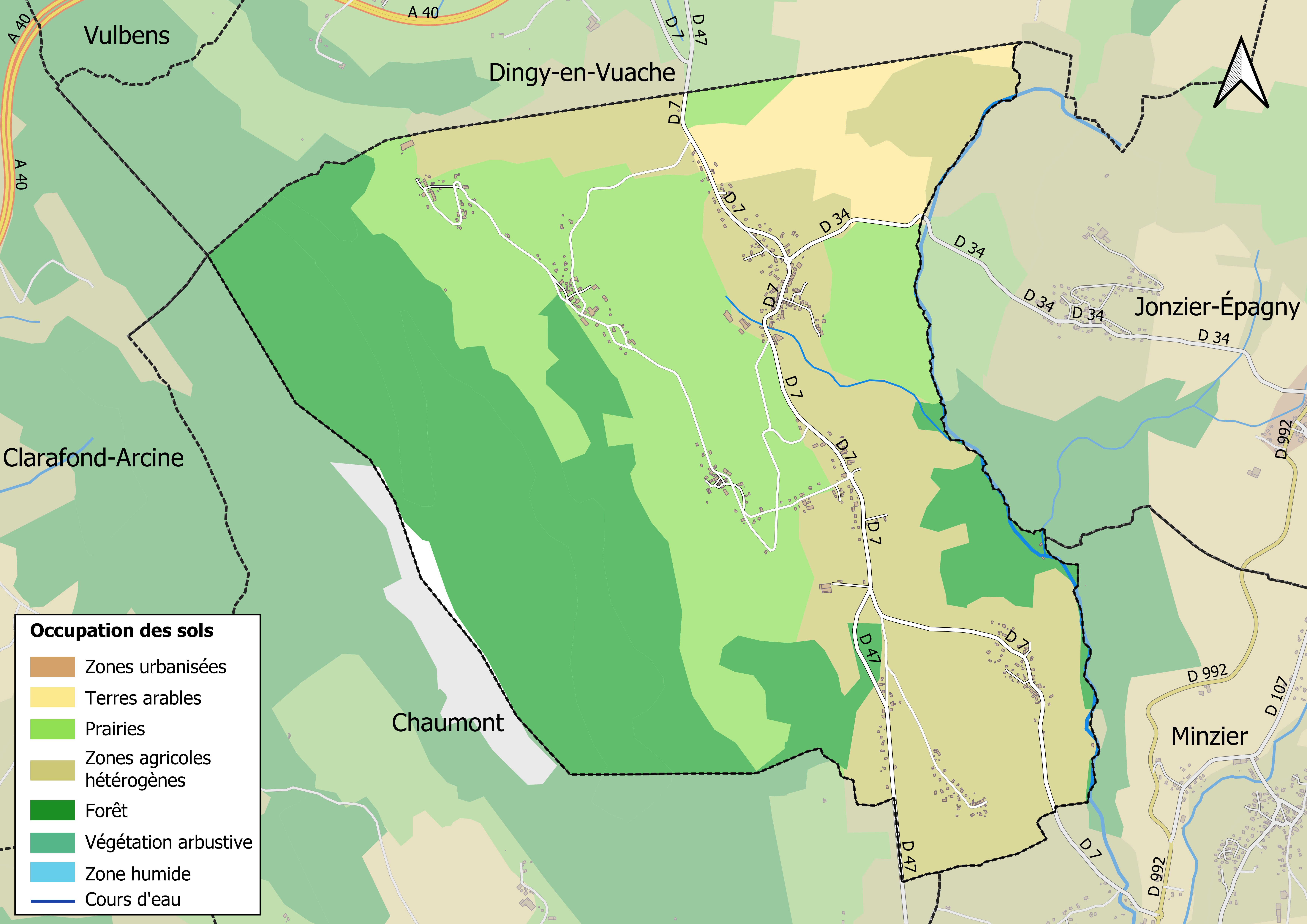
Carte des infrastructures et de l'occupation des sols en 2018 (CLC) de la commune.
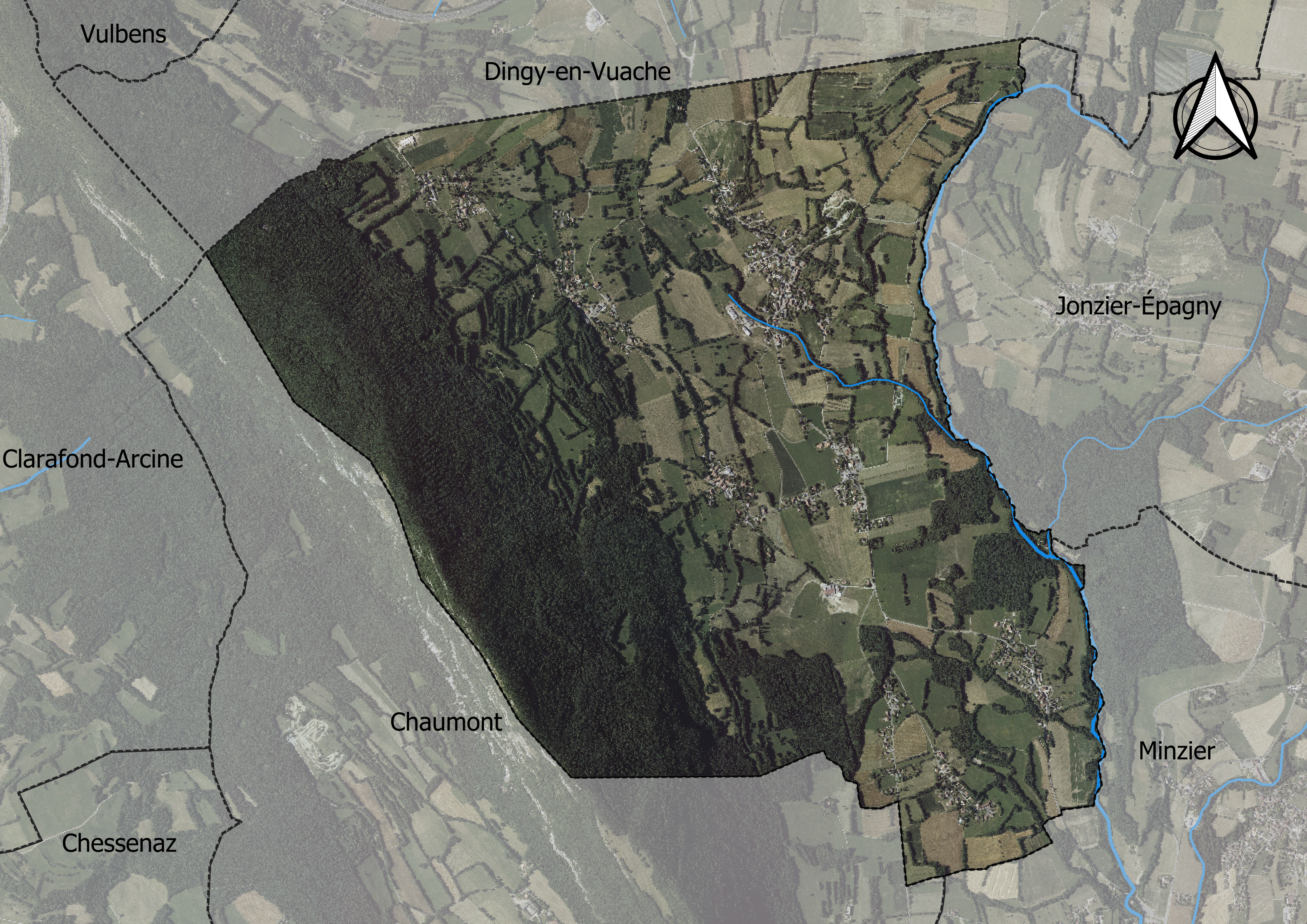
Carte orthophotogrammétrique de la commune.

#### Morphologie urbaine
La commune est composée d'un bourg principal et de plusieurs hameaux (Olliet, Cessens, Murcier, Cortagy, le Château, Chez Borgeat, Nyoux).

## Toponymie
En francoprovençal, le nom de la commune s'écrit Savnyi, selon la graphie de Conflans.

## Histoire
Des grottes, proches du hameau de Cortagy, furent habitées.
Il y a deux pierres à cupules, datant du Néolithique. L'une se trouve vers les grottes et l'autre sous Cessens.
Des vestiges romains (tuiles) ont été trouvés.
Savigny fut siège de seigneurie au Moyen Âge ; en son centre se dressait la maison forte de Savigny.
Au début du XVIe siècle, il est fait mention d'un « gélinier », destiné au logement des volailles et autres volatiles.
En 1582, Henri de Livron fait couper : « des perches à poser tous les bornels requis et nécessaires pour prendre l'eau par soubterre dempuis la fontaine jusques au bachex consistant en la curtine ».
Seigneurs ayant des droits à Savigny : l’abbaye territoriale de Saint-Maurice d'Agaune (Suisse), les familles Vidomne de Chaumont, Ternier, Montchenu, Menthon, Livron, Deschamps, Du Coudray de Blancheville, les seigneurs de Noveiry, les Hospitaliers.
En 1742-1748, des soldats espagnols furent présents à Savigny.
En 1748-1751, les registres paroissiaux signalent la présence de loups.
L'électricité fut installée en 1908.
Dès juin 1940, le gouvernement de Pétain envoie à Olliet, hameau de Savigny, des républicains espagnols vaincus par l’armée de Franco et réfugiés en France. Ils constituent le 514e Groupement de travailleurs étrangers. Ils bâtissent un camp où ils seront assignés à résidence. Ils seront également chargés de construire la route forestière de Plamont destinée à des travaux de bûcherons. Leur nombre varia de 200 à 300.
En septembre 1941, le camp est vidé des Espagnols pour laisser place à des prisonniers juifs. En juin 1942 ils étaient 192. Certains travaillent comme bûcherons. 
Les 23 et 24 août 1942, 123 Juifs d’Olliet sont raflés sur l’ordre de Vichy. Ils sont emmenés à la gare de Valleiry, et de là vers Culoz et enfin au camp de Drancy tenu par la police française. Là-bas, ils sont livrés aux nazis et déportés vers le camp d’extermination d’Auschwitz. Seuls quatre semblent avoir survécu.
Le 1er juillet 1944, les Allemands arrivent au hameau de Murcier, persuadés d’y trouver des résistants. Ils regroupent la population sur la place et menacent de fusiller plusieurs habitants dont Louis Vuichard qui faisait office de maire, le curé Neyroud et le boulanger Bosson. Puis les Allemands reçoivent l’ordre de ne pas faire de représailles. Ils partent après avoir incendié les baraques des Juifs à Olliet et pillé plusieurs fermes ainsi que la fruitière.

## Politique et administration

### Administration municipale
Voici ci-dessous le partage des sièges au sein du Conseil municipal de Savigny :[réf. nécessaire]
Voici ci-dessous, l'ensemble des résultats aux dernières élections municipales ayant eu lieu en mars 2008 :

### Liste des maires
| Période                                  | Période  | Identité          | Étiquette       | Qualité |
| ---------------------------------------- | -------- | ----------------- | --------------- | ------- |
| ...                                      | 1977     | Albert Fol        | ...             | ...     |
| 1977                                     | 1995     | Bernard Morgan    | ...             | ...     |
| 1995                                     | En cours | Christian Burnier | Vivre à Savigny | ...     |
| Les données manquantes sont à compléter. |          |                   |                 |         |

Jacques Rosay est maire de Savigny de 1798 à 1801 et de 1813 à 1815.

### Jumelages
La commune est jumelée avec :

## Démographie
L'évolution du nombre d'habitants est connue à travers les recensements de la population effectués dans la commune depuis 1793. Pour les communes de moins de 10 000 habitants, une enquête de recensement portant sur toute la population est réalisée tous les cinq ans, les populations de référence des années intermédiaires étant quant à elles estimées par interpolation ou extrapolation. Pour la commune, le premier recensement exhaustif entrant dans le cadre du nouveau dispositif a été réalisé en 2004.

En 2022, la commune comptait 1 029 habitants, en évolution de +21,2 % par rapport à 2016 (Haute-Savoie : +6,01 %, France hors Mayotte : +2,11 %).
| 1793 | 1800 | 1806 | 1822 | 1838 | 1848 | 1858 | 1861 | 1866 |
| ---- | ---- | ---- | ---- | ---- | ---- | ---- | ---- | ---- |
| 303  | 403  | 413  | 593  | 682  | 770  | 641  | 595  | 566  |

| 1872 | 1876 | 1881 | 1886 | 1891 | 1896 | 1901 | 1906 | 1911 |
| ---- | ---- | ---- | ---- | ---- | ---- | ---- | ---- | ---- |
| 594  | 594  | 601  | 579  | 624  | 599  | 514  | 522  | 523  |

| 1921 | 1926 | 1931 | 1936 | 1946 | 1954 | 1962 | 1968 | 1975 |
| ---- | ---- | ---- | ---- | ---- | ---- | ---- | ---- | ---- |
| 480  | 472  | 457  | 442  | 403  | 385  | 343  | 322  | 307  |

| 1982 | 1990 | 1999 | 2004 | 2006 | 2009 | 2014 | 2019 | 2022  |
| ---- | ---- | ---- | ---- | ---- | ---- | ---- | ---- | ----- |
| 338  | 458  | 500  | 633  | 652  | 723  | 806  | 980  | 1 029 |

## Économie
L’altitude moyenne est de 600-650 m. Les parties agricoles sont constituées de terrains de bonne qualité.
Surface totale : 1 052 hectares.
SAU : 527 ha (en 2000).
L’activité agricole est orientée vers le lait et l’exploitation de l’herbe.
Répartition des surfaces exploitées :
- 77 % en prairies,
- 16 % en céréales, 
- 7 % en maïs.
Cheptel :
- 240 vaches laitières.
- 205 génisses.
Six exploitations.
La SAU moyenne des exploitations est de 71,50 ha, dont en moyenne 67 ha de prairies et 23 ha de céréales et de maïs.

## Culture locale et patrimoine

### Lieux et monuments
• Grottes sur la montagne du Vuache.
• Pierres à cupules.
• Église paroissiale. L'entrée se trouve à l'est et le chœur à l'ouest, orientation rare indiquant une grande ancienneté.

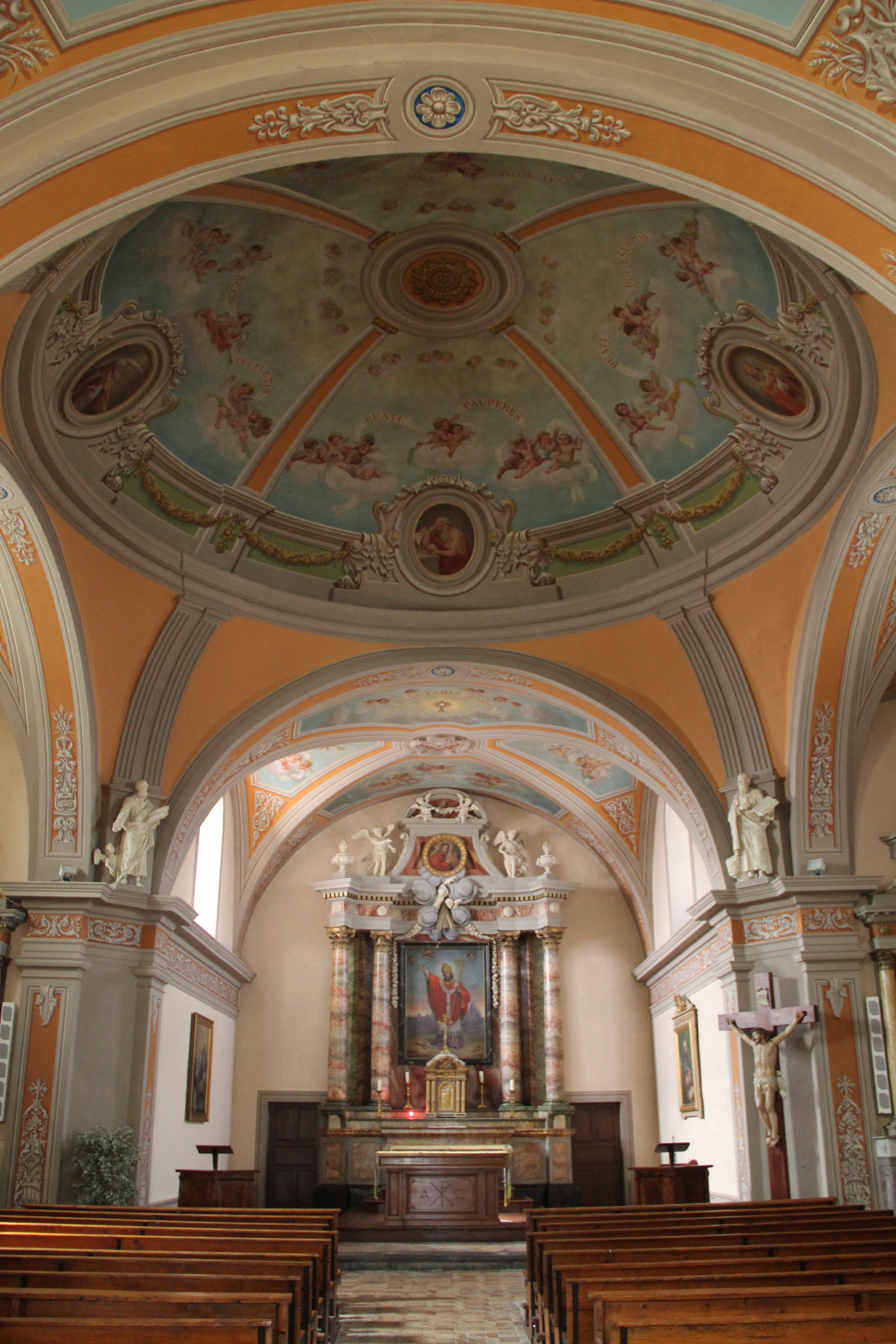
Intérieur de l'église de Savigny.

• Ancien château, au-dessus de l'église, à Cortagy. Il ne reste plus grand-chose du château du XVIe s., sauf quelques fenêtres côté ouest. À partir de la seconde moitié du XVIe s. il appartient à la famille de Livron. Les Genevois le pillent en 1589. Au début du XVIIIe s., les Livron, ruinés, vendent une partie de leurs terres.
• Ancienne fruitière d'Olliet. Au début le lait était travaillé dans une maison particulière. Puis un nouveau bâtiment, très onéreux, fut édifié en 1888 (la fruitière proprement dite avec sa porcherie).
• Ancienne fruitière de Murcier, sur la gauche à la sortie du village en direction de l'église. C'est l'une des plus anciennes de la région car sa construction daterait de 1853.
• Au rond-point de Murcier, la statue d'un ours évoque la légende des ours de Savigny racontée par Félix Fenouillet vers 1900.

### Personnalités liées à la commune
- Louis Vuichard (1912-2006), militant JAC, président de la fédération des coopératives laitières de Haute-Savoie, historien local, auteur d'une monographie communale et d'une histoire des fruitières de Haute-Savoie.
- Henri Descombes (1867-1935), prêtre, professeur au grand séminaire, curé de Menthonnex-en-Bornes (74), historien local et auteur d'une monographie sur sainte Victoire du Vuache.
- Alphonse Jean-Marie Rosay (1809- ?), fils de Louis Rosay (maire sous la République et l'Empire). Thèse de doctorat (1832) "Des fractures en général".

### Héraldique
| Armes de Savigny | Les armes de Savigny se blasonnent ainsi : Tranché ; au premier bandé d'or et d'azur à quatre pièces, a un lion rampant de sable brochant ; au second de gueules à la croix d'argent, à un ours rampant de sable brochant. |

Ce blason de création moderne (entre 1980 et 1990) est l'œuvre d'un artiste et photographe savignerand, Rudy Walti, d'origine suisse, qui en a cédé gracieusement les droits d'utilisation à la commune. il s'agit avant tout d'une création originale de l'artiste qui s'inspire toutefois d'un blason réel retrouvé sur la clé de l'une des voûtes de la maison forte de Savigny. Ce blason, sculpté à même la pierre, dont seule la partie basse est encore visible, montre des hachures en biais ainsi que les pattes postérieures d'un lion. Courant sur les héraldiques d'époque, le lion a donc été repris dans le travail de l'artiste. L'usage du lion semble assez répandu en héraldique locale puisqu'on en trouve quelques autres références sur des armoiries historiques de communes non loin de Savigny, notamment en Suisse romande voisine.
Savigny étant également connu localement sous le nom de « Pays des Ours », L'artiste a intégré à sa création l'ours sur fond de croix de Savoie rappelant l'appartenance de la commune à la Savoie et cette légende locale qui veut que le surnom donné à la localité viendrait du fait que le Vuache, montagne dominant la commune, abritait de nombreux plantigrades dont vraisemblablement les habitants s'inspiraient du caractère.
Les couleurs du Genevois en hachures de biais rappellent l'appartenance géographique de la commune au bassin genevois, et l'influence du canton suisse de Genève, situé à moins d'une dizaine de kilomètres de la commune.